# Damian Chapa
Damian Chapa (Dayton, 29 ottobre 1963) è un attore statunitense.

## Biografia
Nato a Dayton nell'Ohio, Damian Chapa ha costruito la sua carriera nel mondo del cinema come attore e successivamente anche come produttore di film d'azione a basso costo e indipendenti con la sua compagnia produttrice cinematografica Amadeus Pictures. Tra i più famosi il film autobiografico Polanski e Bobby Fischer Live film sulla vita di Bobby Fischer.
Chapa comincia la sua carriera nel 1992 recitando nel film d'azione Trappola in alto mare, dove appare accanto a Steven Seagal e Tommy Lee Jones; nel 1993 è il protagonista del film Patto di sangue, mentre nel 1994 appare nei film Combinazione finale, accanto a Michael Madsen e Street Fighter - Sfida finale con Jean-Claude Van Damme, dove interpreta Ken Masters. Nel 1996 partecipa a due film TV, mentre nel 1997 è protagonista del film Midnight Blue e appare nel film d'azione Traffico di diamanti accanto a Charlie Sheen; sempre in quell'anno appare anche in una puntata di Walker Texas Ranger; l'anno successivo è protagonista del film thriller Exposé e del film Kill You Twice e appare anche nel film Stazione Erebus; nel 1999 è protagonista del film Cypress Edge, dove recita accanto a Rod Steiger, e ha un ruolo nel film Facade con Eric Roberts; sempre con Roberts recita anche nel film d'azione In fuga dal passato.
Nel 2000 è protagonista del film The Lonely Life of Downey Hall e nel 2001 interpreta un terrorista nel film di arti marziali Us Seals 2 - Ricatto a Washington, dove recita accanto all'attore e artista marziale Michael Worth; nel 2002 recita nel film horror Bad Karma, accanto alla cantante e attrice Patsy Kensit ed è protagonista del film drammatico The Calling; nel 2003 è la volta del film Obiettivo sopravvivere, mentre nel 2004 recita nel film Shade of Pale e nel film drammatico El Padrino; nel 2006 recita nel film d'azione I.R.A.: King of Nothing, mentre nel 2007 recita come protagonista nei film d'azione Mexican American e Fuego; nel 2008 nei film d'azione El Padrino 2, Chicano Blood e Mexican Gangster; nel 2009 nei film Polanski Unauthorized, biografia sul regista polacco, i film d'azione Bad Cop e Death of Evil e il film biografico Bobby Fischer Live.

## Vita privata
L'attore è stato sposato due volte, dapprima con l'attrice canadese Natasha Henstridge e poi con l'attrice Ciara O'Brien, divorziando da entrambe.

## Filmografia parziale
- Trappola in alto mare (Under Siege), regia di Andrew Davis (1992)
- Patto di sangue (Bound By Honor / Blood In Blood Out), regia di Taylor Hackford (1993)
- Street Fighter - Sfida finale (Street Fighter), regia di Steven E. de Souza (1994)
- Traffico di diamanti (Money Talks), regia di Brett Ratner (1997)
- Stazione Erebus (Sometimes They Come Back... for More), regia di Daniel Zelik Berk (1999)
- Rifkin's Festival, regia di Woody Allen (2020)

## Doppiatori italiani
Nelle versioni in italiano delle opere in cui ha recitato, Damian Chapa è stato doppiato da:
- Alessandro Spadorcia in Trappola in alto mare
- Mauro Gravina in Patto di sangue
- Vittorio De Angelis in Street Fighter - Sfida finale
- Massimo Lodolo in Stazione Erebus
- Massimo De Ambrosis in FBI: Most Wanted